# Surveyor 6
Surveyor 6 byla umělá sonda, vyslaná agenturou NASA na Měsíc v roce 1967. V katalogu COSPAR dostala označení 1967-112A.

## Úkol mise
Družice měla za úkol měkce přistát na povrchu Měsíce a pořídit odtud fotografie. Byla družicí z programu Surveyor, předstupněm programu Apollo, při němž mají astronauti z USA vstoupit na Měsíc a doplňovala souběžné bezpilotní lety programů Lunar Orbiter, Lunar Explorer, Ranger, zčásti i Pioneer. Pracovala v období, kdy stále ještě fungovala předchozí sonda Surveyor 5.

## Základní údaje
Sonda vážila 1008 kg, část určená k přistání 280 kg. Měla mj. brzdící motor, vlastní pohonné hmoty, dvojici radarů, tři řídící trysky, snímací fotografickou aparaturu..

## Průběh mise

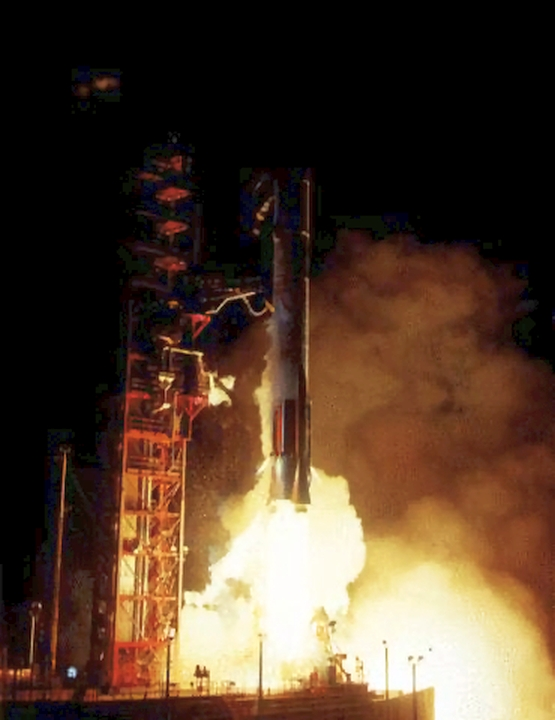
Start rakety se sondou Surveyor 6

Raketa Atlas Centaur se sondou Surveyor odstartovala z mysu Canaveral na Floridě 7. listopadu 1967. Den poté byla provedena korekce dráhy v okamžiku, kdy byla z místa startu vzdálena 171 255 km. Celý přistávací manévr proběhl bez komplikací podle plánu, takže sonda přistála měkce 10. listopadu na Měsíci v oblasti Sinus Medii. To byl také cíl neúspěšných misí Surveyor 2 a 4.
Poté začal chemický rozbor horniny pod sondou a pořizovány první série fotografií. Týden po přistání byly zapnuty řídící trysky na 2,5 sekundy, takže sonda poodlétla o 2,5 metru dál. Pak pořídila další snímky. Celkově odeslala na Zem 29 952 snímků.
Tento let byl posledním z programu, jímž byly zkoumány oblasti vhodné pro budoucí přistání kosmonautů při misích Apollo.